# Сбросной клапан
Сбросной клапан — это пружинный предохранительный клапан, использующийся для защиты систем, в которых циркулирует вода или водные растворы под давлением. Предохранительные клапаны отрегулированы изготовителем на заданное фиксированное давление, которое не может быть изменено без нарушения клейма, поставленного на ручке клапана, на котором указан знак проверки и номинальное давление. При повышении давления жидкости большей чем номинал на клапане, происходит выброс этой излишней жидкости, которая давит на клапан из системы наружу, тем самым нормализуя давление в системе.

## Инструкция по монтажу
Предохранительный клапан должен быть установлен на участке линии с наименьшей температурой, в наиболее высокой точке системы или у выхода водонагревателя или накопительного аппарата, при соблюдении направления потока, указанного соответствующей стрелкой.
Подключённый к входу предохранительного клапана трубопровод должен выполнен так, чтобы было исключено любое накопление в нём грязи или остатков. Данный трубопровод должен иметь длину более 1 м, не должен иметь сужений и установленной на нём запорной арматуры. Сливной трубопровод должен иметь проходное сечение, соответствующее присоединительному размеру выпускного отверстия клапана, иметь длину не более 2 метров и не иметь больше двух колен. Данный водопровод должен быть выполнен таким образом, чтобы избежать накопления в нём конденсата, а также замерзания жидкости. Выходной конец сливного трубопровода должен находиться в безопасной зоне и установлен так, чтобы можно было следить за сливом жидкости.
Технические и конструктивные характеристики:
- Корпус из латуни.
- Ручка из ударопрочного материала.
- Пружина из хромникелевой стали